# Gaylord Family Oklahoma Memorial Stadium
Das Gaylord Family Oklahoma Memorial Stadium ist ein American-Football-Stadion auf dem Campus der University of Oklahoma in der US-amerikanischen Stadt Norman im Bundesstaat Oklahoma. Es dient als Austragungsort für die Heimspiele des College-Football-Teams Oklahoma Sooners. Das Stadion wird nach dem Ausbau der südlichen Endzone zur Saison 2016 eine Kapazität von 83.489 Zuschauern haben. Der Besucherrekord von 86.031 wurde 2012 in einem Spiel gegen die Notre Dame aufgestellt.

## Geschichte
Das erste Spiel an der derzeitigen Stätte des Stadions wurde 1923 ausgetragen, als die Sooners gegen die Washington University mit 62:7 gewann. Als 1925 auf der Westseite der Stätte 16.000 permanente Sitze gebaut wurden, wurde das Stadion nach Oklahoma Memorial Stadium benannt, zu Ehren der Studenten und Angestellten der Universität, die während des Ersten Weltkriegs starben. Die Baukosten beliefen sich auf etwa 293.000 US-Dollar und Trainer Bennie Owen selbst half das Geld aufzutreiben. Um seine Bemühungen zu ehren, wurde das Spielfeld nach Owen Field benannt, und traditionell hat sich dies auch zum Spitznamen des Stadions entwickelt. 
1929 wurden ebenfalls auf der Ostseite permanente Sitze hinzugefügt. 1949 wurde die Nordseite des Stadions geschlossen, die Spielfläche um 2 m gesenkt und eine Laufbahn wurde um das Spielfeld angelegt. Die Zuschauerkapazität betrug nun 55.000. Zusätzliche Sitze bei der Endzone Süd erhöhen diese 1957 weiter auf 62.000. 1970 wurde der Naturrasen durch Kunstrasen ersetzt. Auf der Westseite wurden 1975 schließlich ein Oberdeck mit Pressebox und Logenplätzen hinzugefügt und die Kapazität auf 71.187 gebracht. Abgesehen von der Spielfläche und der Flutlichtanlage war dies die letzte Erweiterung für über 25 Jahre. 1994 kehrte man zum Naturrasenspielfeld zurück.
Um die Jahrtausendwende war das über 75-jährige Stadion in einem schlechten Zustand. Im Jahr 2000 gewannen dann die Sooners wieder einmal die nationale Meisterschaft und in der Folge wurden bis 2003 umfassende Renovierungen für 54 Mio. US-Dollar getätigt. Unter anderem wurden alle Sitzplätze erneuert und neue Video- und Audiosysteme installiert. Die Kapazität stieg erneut auf die heutigen 82.112. Neben dem Stadion wurden auch einige neue Einrichtungen gebaut. Von den Gesamtkosten von 75 Mio. US-Dollar wurden 12 Mio. von Christy Gaylord Everest, der Herausgeberin der Zeitung The Oklahoman, gespendet. Das Stadion wurde deshalb 2002 zu ihren Ehren umbenannt.

## Galerie

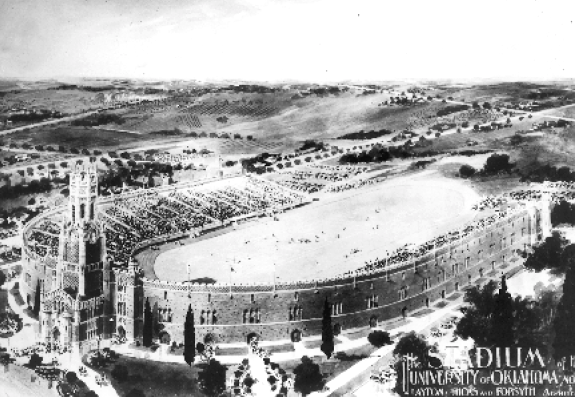
Eine frühe Zeichnung des Stadions
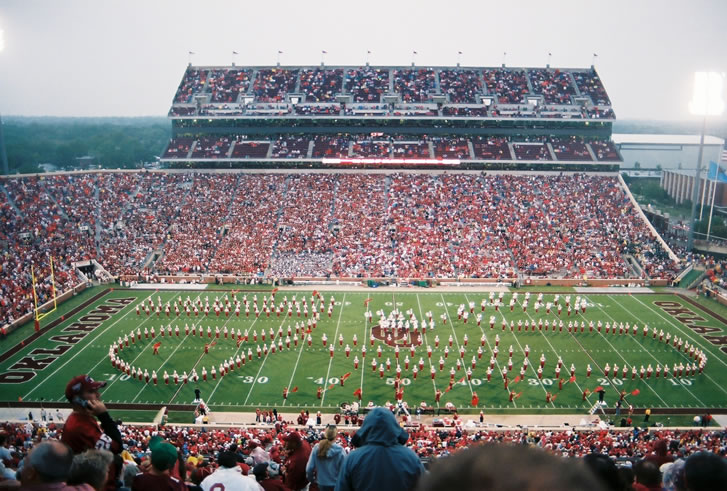
Halbzeitshow beim Spiel der Oklahoma Sooners gegen die UAB Blazers am 2. September 2006
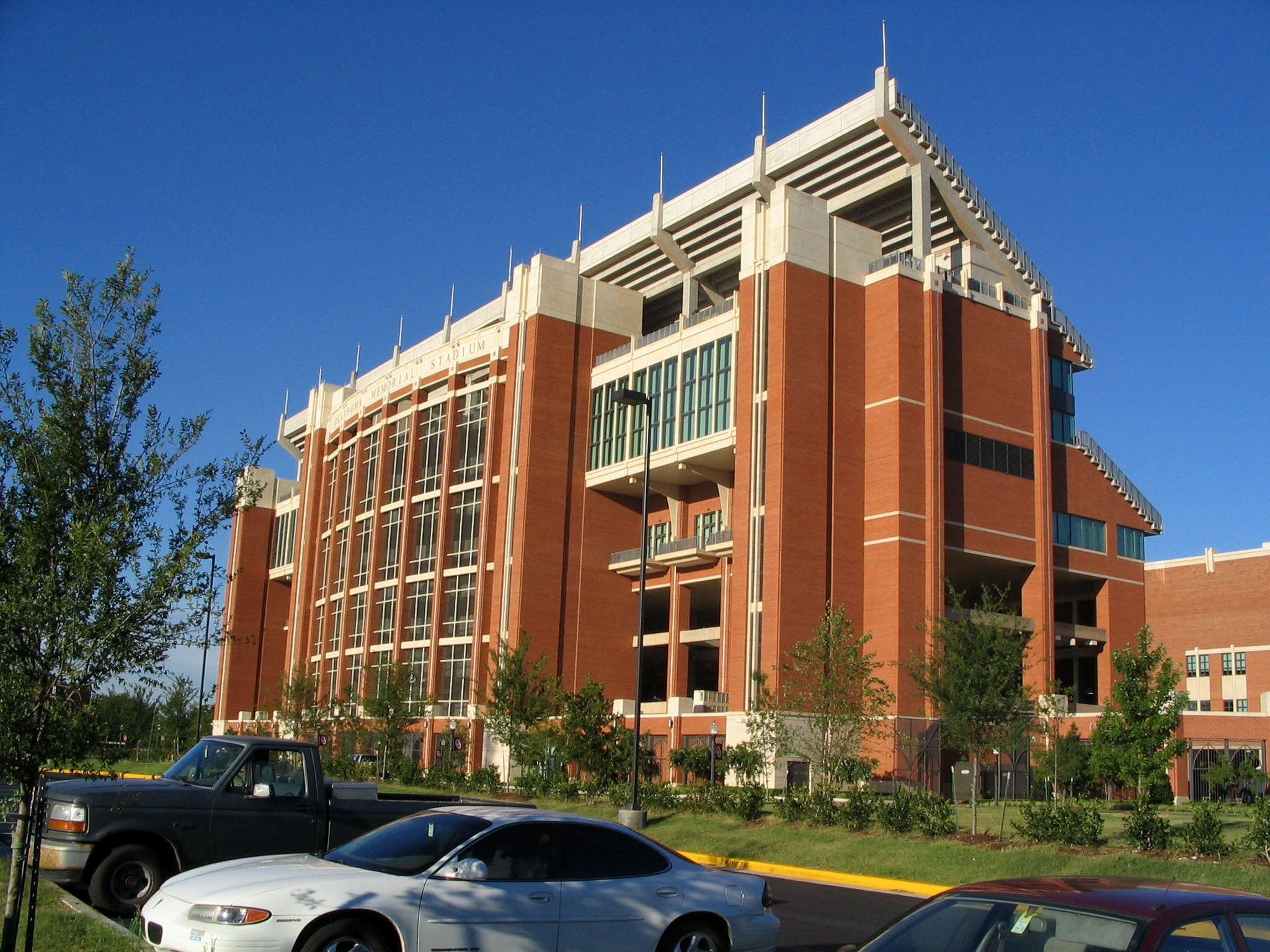
Die Ostseite des Stadions